# 金善ビル
金善ビル（かなぜんびる）は、群馬県桐生市本町にある近代建築である。
群馬県内の鉄筋コンクリート建造物では最古級であり、2006年（平成18年）3月27日に、国の登録有形文化財となっている。

## 概要
桐生市中心部の本町五丁目にあり、本町通りに面している。間口8.2メートル、奥行9.1メートルの鉄筋コンクリート造であり、1階外壁は石張り、2階から4階はタイル張り、階段部分は木造となっている。
ビルの名称は織物業を営んだ金居善太郎の屋号に由来し、金善ビルは金居善太郎の長男である二代目の金居常八郎によって、1921年（大正10年）頃に建築された。
戦前は金善織物の事務所として使用されていたが、金善織物は戦時統合により廃業となっている。建築当初は地上5階建てであったが、5階部分は老朽化のため取り壊されている。